# Benedito Calixto
Benedito Calixto de Jesus (Itanhaém, 14 de outubro de 1853 – São Paulo, 31 de maio de 1927) foi um pintor, desenhista, fotógrafo, professor, historiador, decorador, cartógrafo e astrônomo amador brasileiro e é considerado um dos maiores expoentes da pintura brasileira do início do século XX.
O artista manifesta a tendência para a pintura desde muito jovem. Em 1881, passa a residir em Santos, cidade que lhe serve de inspiração para vários quadros. Seu trabalho causou tamanho entusiasmo que a elite da cidade concede uma bolsa para que aprimore seus conhecimentos em Paris. É com o quadro Inundação da Várzea do Carmo (1892), que o artista consegue maior destaque: a crítica da época aponta a exatidão admirável com que representa a cidade de São Paulo e alguns de seus principais pontos.
O artista realiza diversas obras para o Museu Paulista, sob encomenda de Afonso d'Escragnolle Taunay, sobretudo cenas da cidade de São Paulo antiga e paisagens. Para seus quadros históricos e religiosos, realiza estudos fotográficos preparatórios, para os quais se vale de minuciosa pesquisa histórica. As paisagens são a temática mais cara ao artista. Nessas obras, apresenta uma pintura lisa, com o uso de velaturas e um colorido sempre fiel às características locais, embora trabalhado de maneira bastante pessoal no uso dos verdes, azuis e ocres. Benedito Calixto, dispunha de amplo conhecimento sobre o litoral paulista, e atua ainda como cartógrafo, realizando ensaios de mapas de Santos, e como historiador, escrevendo sobre as capitanias paulistas de Itanhaém e São Vicente.

## Biografia
Diferente da típica trajetória dos consagrados artistas brasileiros da época, Calixto não frequentou a Academia Imperial de Belas Artes, na cidade do Rio de Janeiro. Começando como autodidata, teve sua formação em ateliês e escolas de arte do estado de São Paulo. Iniciou sua carreira como retratista na cidade de Brotas, no interior estado. Passou a realizar trabalhos de propaganda em Santos, onde teve seu talento reconhecido pela elite da cidade, através da Associação Comercial, que acabou por patrocinar a sua ida à França, onde estudou na Académie Julien, em Paris. Teve como mestres Gustave Boulanger, Lefebvre e Robert Fleury.
Destaca-se em suas obras um gosto acentuado pelo tema regionalista. O artista preocupou-se em construir uma carreira voltada para organizações ligadas à esfera pública e seus interesses. A cidade foi a temática central em todos os seus domínios. A afinidade às tradições populares, cívicas e religiosas formam seu traço característico, tendo se dedicado, nos últimos anos de sua vida, à pintura histórica, de costumes regionais e temas religiosos. Com obras compostas por pinturas de cenas históricas, retratos de figuras históricas e personalidades, painéis decorativos e vistas das cidades, Calixto escreveu memórias históricas sobre São Paulo, Santos, Itanhaém e o litoral santista. O maior aspecto de sua obra se concentra nas paisagens marinhas do litoral paulista. A fotografia foi grande aliada e importante referência para o artista em suas produções, utilizada para estudo de composição, registro de cenas, preparação de posturas e organização dos personagens que povoavam sua pintura. O artista também escreveu contos, como o intitulado Costumes de Minha Terra e manteve contribuição intensa com jornais locais, nos quais publicava diversos artigos.
Apesar de encomendas de quadros religiosos e de temática histórica e documentarista serem o que lhe rendeu maior reconhecimento, a observação da natureza e telas de paisagens e marinhas continuaram a ser parte importante de sua produção. Além da pintura, Calixto mantinha grande interesse pela história do litoral. Tal interesse fez com que, em 1895, o artista se tornasse sócio do Instituto Histórico e Geográfico de São Paulo (IHGSP), onde recebeu grande destaque pelas suas obras. A instituição também foi importante para a formação de seu pensamento historiográfico, na medida em que procurava honrar com integridade os fatos do passado. O artista escreveu diversos artigos para a revista da instituição, além de publicar livros e participar dos estudos que deram origem a um dos principais mapas que buscam reconstruir o processo de urbanização da cidade de Santos. Calixto foi também sócio fundador do Instituto Histórico e Geográfico de Santos. O artista teve sua carreira profundamente identificada com a elaboração de uma iconografia paulista associada ao acervo do Museu Paulista, sob a direção de Afonso d'Escragnolle Taunay, e com a colaboração do Instituto Histórico e Geográfico de São Paulo.
Benedito Calixto manteve a atividade de pintor, trabalhando em constantes encomendas, até sua morte. Sua última exposição foi realizada no mês de junho de 1926, no Teatro Coliseu de Santos, onde apresentou principalmente cenas históricas. Deixou aproximadamente mil pinturas e, como forma de manter e valorizar suas obras e sua memória, instalou-se em Santos a Pinacoteca Benedito Calixto, onde um centro de documentação de sua obra foi instalado.

## Linha do tempo

### 1853 – 1872
Benedito Calixto de Jesus nasceu no dia 14 de outubro de 1853, na então Vila de Conceição de Itanhaém, no litoral sul paulista, que em 1906 tornou-se o município de Itanhaém. Filho de João Pedro de Jesus e Anna Gertrudes Soares, Calixto tinha sete irmãos. Nesta época, a vila era considerada um lugarejo semi-isolado do litoral. Seus habitantes se limitavam à pesca e eram de famílias remanescentes dos anos de sua maior importância econômica e administrativa, quando a vila era o centro da Capitania de Itanhaém, extinta em 1753. Benedito Calixto passou a infância entre a escola do mestre João Batista do Espírito Santo e as brincadeiras próprias da infância em cidade pequena.

### 1873 – 1876
Calixto aprendeu o ofício de marceneiro com o pai, João Pedro de Jesus, que era também ferreiro. Porém a cidade oferecia poucas oportunidades de trabalho e foi preciso sair à procura de melhores oportunidades em cidades mais ativas. Chega até a cidade de Santos, onde começa a pintar tabuletas de propaganda e composições de paisagens em casarões da época. Depois, vai à Brotas, no interior do estado de São Paulo, onde residiam seus tios Antonio Pedro e Joaquim Pedro. Antonio era maestro da banda local e ensinou noções básicas de música a Calixto. Seu tio Joaquim o levava para ajudar no trabalho, limpando e pintando as imagens da igreja matriz da cidade. Tendo em mãos todo o material para pintura, é nesse período que Calixto pinta suas primeiras telas.

### 1877 – 1880
Aos 24 anos, Calixto retorna a Itanhaém, onde se casa com sua prima Antônia Leopoldina de Araújo, com quem teve três filhos: Fantina, Sizenando e Pedrina. Sizenando e Pedrina vieram a dedicar-se à pintura e o filho de Sizenando, João Calixto de Jesus, seguiu a carreira de Benedito Calixto e foi professor de pintura na Escola de Belas Artes de São Paulo. Já o filho de Fantina recebeu o nome em homenagem ao avô: Benedito Calixto Neto tornou-se um profícuo arquiteto especialista em construção de igrejas. Após o casamento, Calixto volta a Brotas, onde passa a viver com seu irmão, João Pedro. Começa nessa época a pintar retratos e vistas das fazendas locais a pedido dos proprietários.

### 1881
Calixto realizou sua primeira exposição no saguão do Correio Paulistano, foi reconhecido pela crítica, porém, nenhuma tela foi vendida. Retorna a Santos, onde volta a realizar trabalhos de propaganda, como o mural Deusa da Fortuna para uma casa de loterias, além de farmácias e outros comércios. Seu primeiro trabalho executado na cidade foram quatro medalhões com o tema de paisagens e marinhas do porto de Santos, para a decoração do saguão de entrada do escritório comercial de Hygino Botelho de Carvalho, homem influente do partido conservador e pai do poeta Vicente de Carvalho. Companhias como as Docas de Santos e a São Paulo Railway Company, recém chegadas à cidade encomendaram paisagens a Calixto. Seu sucesso na cidade foi o que lhe garantiu a possibilidade de realizar estudos mais aprofundados. No mesmo ano, Calixto pinta Porto das Naus e Desembarque de Martim Afonso de Souza. O pintor foi o primeiro a se dedicar a pintar imagens relacionadas à chegada de Martim Afonso de Sousa.

### 1882
Já conhecido na cidade, é convidado por Garcia Redondo, engenheiro responsável pela construção do Teatro Guarani, para decorar essa nova sala de espetáculos. Calixto ficou responsável pela pintura do teto e do pano de boca. Ponto de destaque em seus primeiros anos de carreira, os trabalhos no Teatro Guarani marcam uma encruzilhada na trajetória de Calixto, que vai de artesão de prestígio a artista. Devido à repercussão de suas obras, Garcia Redondo solicita a um dos beneméritos do município de Santos, Visconde de Vergueiro, que financiasse os estudos artísticos de Calixto em Paris. Na época, membros dos poderes públicos santistas, das sociedades dramáticas e de associações privadas representantes de comerciantes e cafeicultores (Associação Comercial de Santos), configuravam uma elite que precisava adquirir capital simbólico e que, para tanto, abriu espaço para prestigiar seus artistas. Assim, Calixto é financiado para se aperfeiçoar em Paris.

### 1883
Aos 29 anos, Calixto se muda para Paris, onde passa a morar em Asnières, um bairro afastado do centro da cidade. Inicia seus estudos no ateliê de Jean-François Raffaëlli, porém deixa o ateliê, por não se moldar à técnica impressionista. Entra então na Académie Julian, onde tem como professores Tony Robert-Fleury, Gustave Boulanger, Jules Lefebvre e William Bouguereau. Estuda composição de desenhos a partir de modelos vivos. Com a tela Uma Cena do Dilúvio, obtêm o segundo prêmio em um concurso de pintura histórica. Durante sua estada na França, Calixto teve a oportunidade de expor suas pinturas na Académie Julian..

### 1884 – 1889
Calixto retorna a Santos trazendo, além da tela Longe do Lar, uma câmera fotográfica, que mais tarde o auxiliaria no registro de cenas para a elaboração de suas telas históricas e religiosas. Em Santos, o artista pinta paisagens da cidade e das transformações urbanas pelas quais passa, principalmente no porto, além de retratos de personalidades santistas. Passa a dar aulas de desenho no colégio Azurara e faz algumas exposições de suas obras. A principal exposição do período foi realizada em um edifício na rua General Câmara, onde o artista expôs cerca de 45 pinturas entre temas religiosos, acadêmicos, cenas de Paris e retratos. Também foram expostos 42 desenhos, realizados a partir de estudos de modelos vivos na academia.

### 1890 – 1893

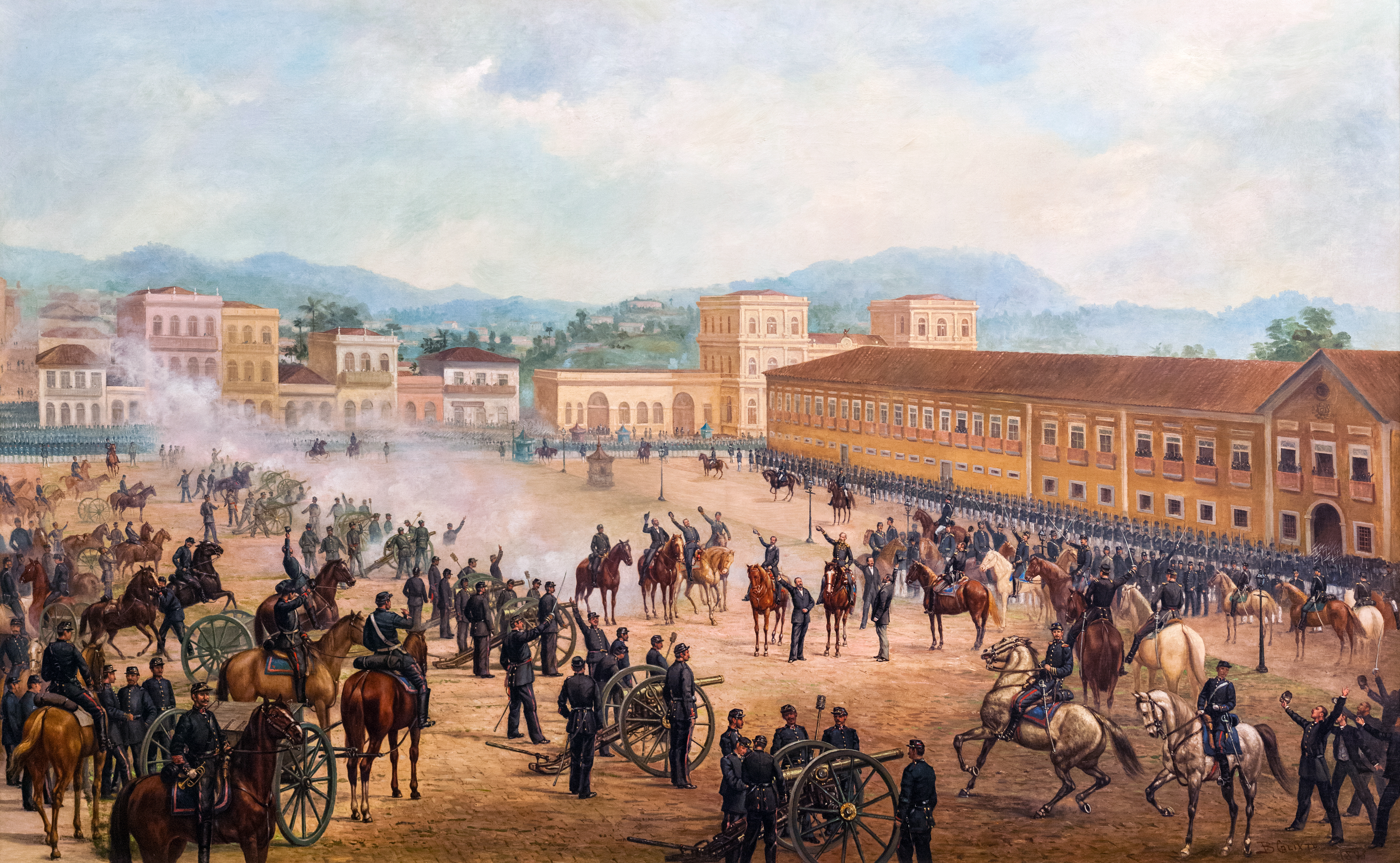
Proclamação da República.

Na tentativa de ampliar seu mercado de compradores, muda-se para São Paulo, onde expõe na Casa Levy com bom sucesso para a época. Recebe sua primeira grande encomenda da pintura histórica A Inundação da Várzea do Carmo, que é exposta em 1892. Em 1893 realiza as obras Evangelho nas Selvas e Proclamação da República. Nesse período, Calixto realizou obras que tinham a própria cidade como tema. Suas obras incluíam imagens produzidas a partir de fotografias de Militão de Azevedo, dando continuidade a seu interesse pelo estudo e preservação do patrimônio histórico.

### 1894 – 1896
Insatisfeito com o retorno financeiro de suas exposições em São Paulo, Calixto retorna ao litoral em 1894, para São Vicente, onde permanece até o fim da vida. Publica seu primeiro livro “A Vila de Itanhaém” em 1895, mesmo ano em que se torna sócio do Instituto Histórico e Geográfico de São Paulo (IHGSP). No ano seguinte, Calixto realiza as obras “Jesus no Horto” e “A Bandeira do Divino” ambas sobre costumes do litoral.

### 1897 – 1899
Calixto pinta a tela José de Anchieta e a Fera. Muda-se para uma nova residência, na Rua Martim Afonso, 192, com amplo espaço para seu atelier, além de um laboratório fotográfico construído com o equipamento que trouxe de Paris. Recebe medalha de ouro de 3.ª classe na 5.ª Exposição Geral de Belas Artes, da Escola de Belas Artes da Universidade Federal do Rio de Janeiro, com o quadro Panorama do Porto de Santos e do Novo Cais. Em 1898, pinta Gólgota, para a Irmandade dos Passos em Santos, e expõe no Salão Nacional de Belas Artes, no Rio de Janeiro, onde recebe medalha de ouro de 3.ª classe.

### 1900 – 1906

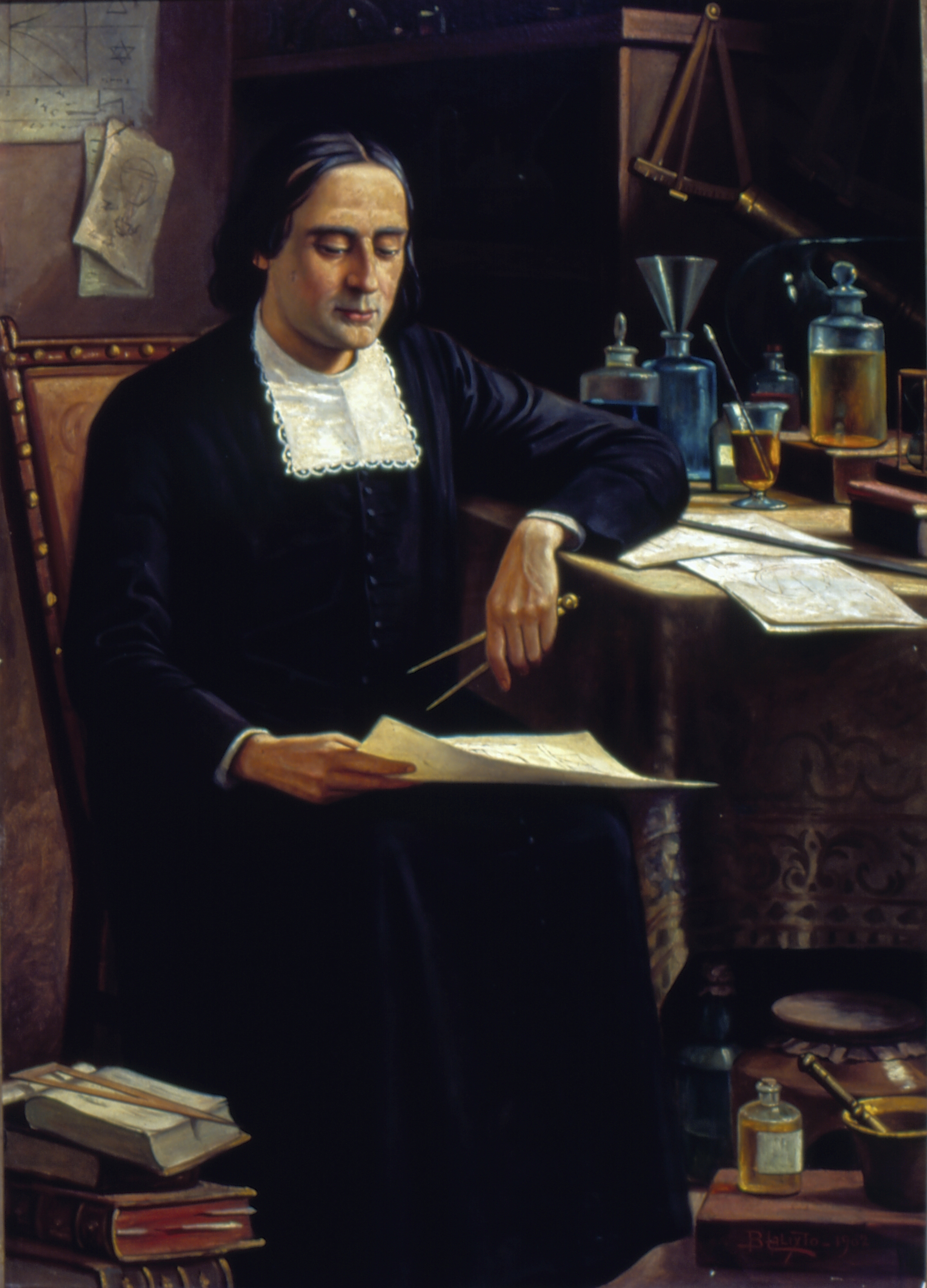
Retrato do Padre Bartolomeu Lourenço de Gusmão.

Realiza, em 1900, O Poema de Anchieta e Fundação São Vicente. Expõe novamente no Salão Nacional de Belas Artes, no Rio de Janeiro. Entre os anos de 1901 e 1903, realiza as obras O Poema a Virgem Maria, Padre José de Anchieta, José Bonifácio de Andrade e Silva, Padre Bartolomeu de Gusmão, D. Pedro I, Capitão Mor de Itu Vicente da Costa Taques Góes Aranha e Brás Cubas. No ano de 1902, Calixto inicia sua extensa série de trabalhos sobre o passado histórico do Brasil e, principalmente, de São Paulo, para o Museu Paulista. As transformações urbanas de Santos e de São Paulo se fazem presentes nas telas do acervo do Museu Paulista, principalmente nas de Calixto. O artista não era só um pintor de telas para o museu, mas também um importante informante de descobertas e aspectos históricos das cidades do litoral. Expõe, no mesmo ano de 1902, na primeira Exposição de Belas Artes de São Paulo. Em 1903, o artista realizou a pintura Domingos Jorge Velho, para o Museu Paulista. No mesmo ano deu início a estudos sobre vida e a obra do Padre Jesuíno do Monte Carmelo. No ano de 1904, com a obra Os Falquejadores, é premiado com medalha de ouro na Exposição Internacional de Saint Louis, nos Estados Unidos.

### 1907 – 1910
No início do período, realiza O Naufrágio do Sírio. Faz uma exposição em Belém do Pará, na qual alcança excelente resultado financeiro. Em 1909 pinta Santa Ceia, e dá início aos seus trabalhos para a Igreja de Santa Cecília, na cidade de São Paulo. Calixto recebe a encomenda e executa dez pinturas de óleo sobre tela, sendo este seu primeiro trabalho de fôlego executado no campo da arte sacra. O artista recebe a encomenda de Dom Duarte Leopoldo e Silva, então bispo de São Paulo e faz um amplo estudo sobre a vida de Santa Cecília, que dá nome ao templo. Calixto não só atende a encomenda religiosa, como também atua como historiador, vertente esta que sempre o acompanha em suas pinturas. O Batismo de São Valeriano, Aparição do Anjo do Senhor, Morte de Santa Cecília, Os Funerais nas Catacumba, estudos para Santa Cecília perante o Tribunal, A Morte de Santa Cecília e A Imposição do Véu são datadas no mesmo período. Calixto inicia os trabalhos para o Palácio Episcopal de São Carlos, entre eles Tobias e o Anjo. Em 1910, realiza Pedro Correa Via Damasco ou A Conversão de Pedro Correa, a primeira de suas telas a retratar a vida do bandeirante Pedro Correa, Verdadeira Efígie de São Carlos Borromeu e Leitura.

### 1911
Participa da primeira Exposição Brasileira de Belas Artes no Liceu de Artes e Ofícios de São Paulo. Realiza as obras O Batismo de Cristo, Corpo de Cristo Morto, O Martírio de Pedro Correa, além de trabalhos para a Igreja de Santa Ifigênia: Anunciação à Maria, Deposição de Cristo e A Ceia de Emaús. Realiza obras para o Palácio São Joaquim, no Rio de Janeiro: Conversão de São Paulo, Investidura de São Pedro, Martim Afonso a caminho de Piratininga e Partida de Estácio de Sá. Em 1915, realiza Santo Afonso para os padres redentoristas da Basílica de Aparecida, e publica Memória Histórica sobre a Egreja e o Convento da Imaculada Conceição de Itanhaém. A produção religiosa de Calixto se insere no contexto de união entre Igreja e Estado. O artista executa aproximadamente dezessete encomendas religiosas para igrejas, matrizes, conventos e mosteiros na cidade de São Paulo, no litoral paulista e no interior do estado, no Rio de Janeiro e no Espírito Santo, trabalhando livremente para a igreja. Além disso, sua produção também se adéqua aos anseios da elite cafeeira, na medida em que executa pinturas com temáticas interessantes e adequadas aos mesmos. Assim, o artista se insere em um mercado de arte religiosa fortemente estruturado, tendo em vista as ligações com a elite cafeeira do início do século XX.

### 1917 – 1919
No ano de 1917, as obras A Imposição do Véu, Santa Cecília perante o Tribunal, Santa Symphorosa e São Tarcísio, realizadas para a Igreja Santa Cecília de São Paulo, são finalizadas. No mesmo ano, Calixto inicia trabalhos para a Catedral de Ribeirão Preto, com as pinturas Restituição da fala a Neófita Zoé e Serás o Defensor da Igreja de Cristo. Calixto realiza também seis estudos referentes aos quadros da vida de São Sebastião. Em 1918, o artista pinta A Santa Ceia e Lava-pés, na catedral de Amparo, interior de São Paulo. A partir de fotografias de Militão de Azevedo, o pintor inicia uma série de quadros da cidade de São Paulo. Calixto realizou a transposição integral para a tela de algumas dessas fotos que, nesse processo, ganhavam cores intensas que caracterizam as telas do artista. Paço Municipal e Fórum e Cadeia de São Paulo foram obras patrocinadas pelo Museu Paulista, sob a direção de Afonso d'Escragnolle Taunay. Na mesma época, Calixto realiza obras para a Igreja da Consolação e para a Catedral de Ribeirão Preto, interior de São Paulo.

### 1920 – 1926

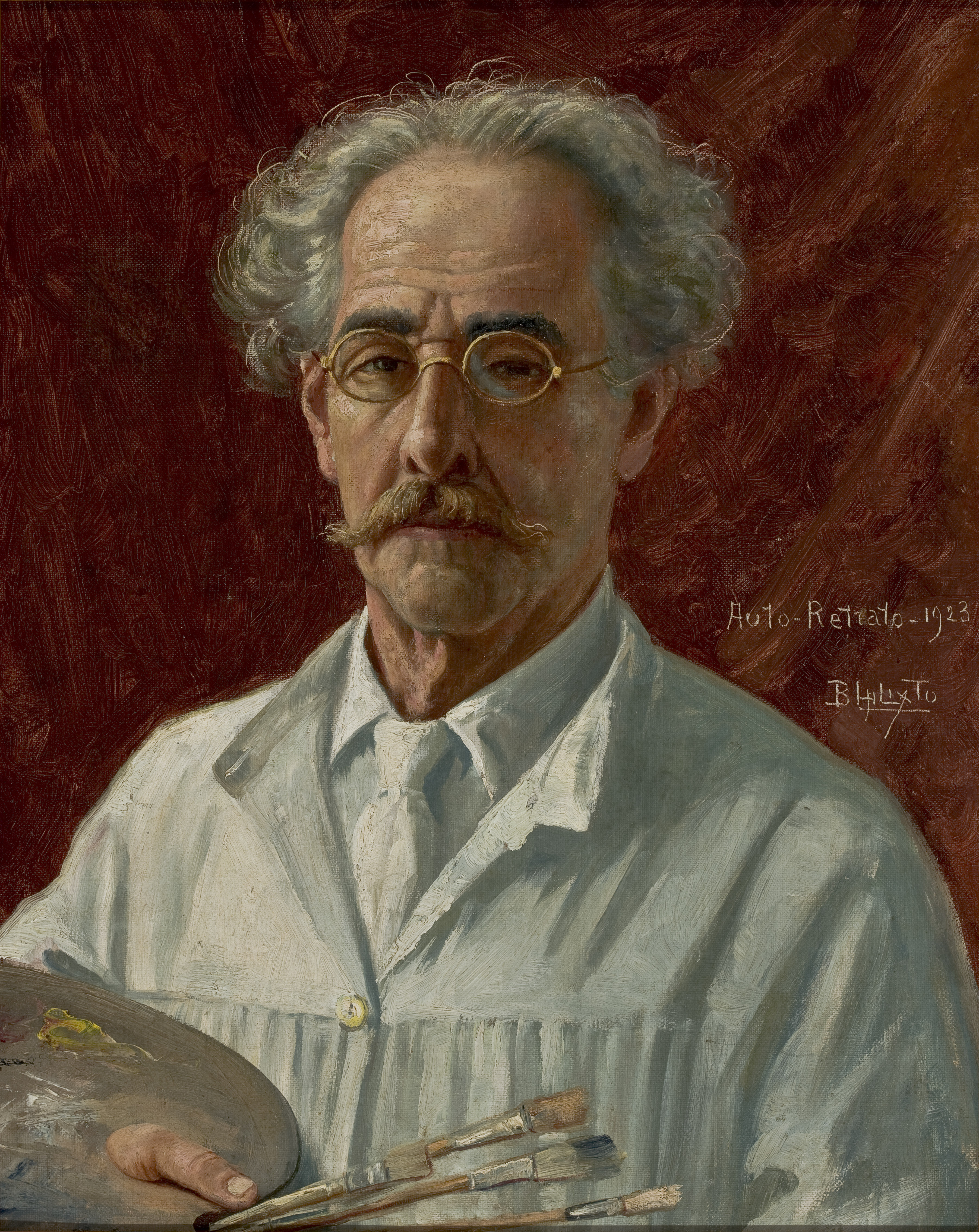
Autorretrato de 1923

Entre os anos de 1920 e 1923, Calixto realiza as obras Marechal Deodoro da Fonseca, Rua da Quitanda, Estação da Luz em 1860, Na Cabana de Pindobuçu, Santos Antiga, Porto de Santos, Fundação da Vila de Santos, Panorama de Santos em 1822, Panorama de Santos em 1922 e Martim Afonso de Souza. Em 1924, inicia seus trabalhos para a Igreja Matriz de São João Batista. Além de realizar desenhos sobre a vida de Santa Teresa d'Ávila para seu mosteiro, na cidade de São Paulo, Calixto também decorou a igreja da Ordem Primeira do Carmo, no Convento do Carmo de Santos. Publicou Capitanias Paulistas, pintou o quadro O Cristo Benze o Pão Eucarístico para a igreja Matriz de Itanhaém, e realizou desenhos para vitrais do Convento de Itanhaém, tendo sido agraciado pelo Papa Pio XI por suas obras religiosas. Em 1926, trabalhou para o Convento de Nossa Senhora da Penha, em Vila Velha, no Espírito Santo. Sua última exposição foi realizada em junho de 1926, no Teatro Coliseu Santista, onde apresentou principalmente cenas históricas.

### 1927
Os últimos trabalhos sacros de Calixto foram realizados para a Catedral de Santos. Morre no dia 31 de maio, em São Paulo, na casa de seu filho Sizenando. Quando faleceu, Calixto estava em negociações com o Arcebispo de São Paulo, D. Duarte Leopoldino e Silva, para realizar a decoração da Capela do Carmelo, no bairro de Perdizes e com os frades capuchinhos, para a decoração da Igreja da Imaculada Conceição, ambos em São Paulo.

## Obra

### Contexto e estilo
Benedito Calixto foi pintor de paisagens, marinhas, costumes populares, cenas históricas e religiosas. Considerado pintor de história e religioso, gêneros nos quais deixou produção abundante, suas obras de cenas portuárias e litorâneas o consagraram como artista. Dedicado a temas históricos e a paisagens, suas telas são registros raros de cenas e eventos marcantes do passado do litoral paulista, bem como de vistas urbanas e de marinhas à época em que viveu. Além da pintura e da fotografia, Calixto se desenvolveu na palavra escrita. O artista escreveu e publicou vários artigos e livros.
Produziu obras importantes para vários museus, entre eles o Museu Paulista, em São Paulo, para inúmeras igrejas em todo o país, associações, fundações, instituições. Além da pintura se revelou-se como historiador, escritor e fotógrafo. Como historiador, resgatou a existência da então ignorada Capitania de Itanhaém, assim como sua importância na história da exploração e colonização do interior do Brasil, raças a minuciosas pesquisas a a documentos seculares esquecidos em Itanhaém, São Vicente e São Paulo.

### Capitanias paulistas
Na obra reconhecida como a mais importante do artista como historiador, Calixto enaltece a índole e a história dos paulistas identificados como os bandeirantes, expõe suas descobertas, interpretações e impressões sobre a história dos vicentinos. O historiador transita de uma história fundiária privada com fortes tons e acentuada inclinação genealógica até os aspectos mais gerais sobre a história do Brasil. Uma versão preliminar de Capitanias Paulistas foi originalmente publicada em 1915, na revista do Instituto Histórico e Geográfico de São Paulo (IHGSP), com o nome de Capitanias de Itanhaen, mas seu formato revisado fora publicado somente em 1924. O livro tinha como objetivo apresentar os desdobramentos dos primeiros anos colonização do litoral paulista por meio das disputas das famílias herdeiras dos irmãos Martim e Pero Afonso de Souza, entre 1535 – criação da capitania de São Vicente – e 1791 – extinção da capitania de Itanhaen.
Para Calixto, ao visar instituir a história como “ciência”, essa necessitava de um elenco de personagens-mito e tradições, a tornando capaz de compreender o passado como um conjunto de estruturas controladas e pretensamente imutáveis. Empenhado na representação da história e na “invenção” de uma paisagem do litoral paulista, Calixto contribuiu para a representação iconográfica do mito “bandeirante” através da tela O Mestre de campo Domingos Jorge Velho e seu lugar-tenente Antônio Fernandes de Abreu (1903) e do vitral Epopeia dos Bandeirantes (1922). Mais que uma ilustração, a tela O Mestre de campo Domingos Jorge Velho e seu lugar-tenente Antônio Fernandes de Abreu efetivamente é a constituição do mito bandeirante.

### Museu Paulista
Afonso d'Escragnolle Taunay assumiu a direção no Museu Paulista em 1917, quando dedicou-se a Seção de História Nacional e desenvolveu um projeto de exposições históricas visando as comemorações do centenário da Independência, em 1922. Quatro das dezesseis salas de exposições foram reservadas à história de São Paulo, duas das quatro salas foram voltadas especificamente à reconstrução da cidade em meados do século XIX: a sala da maquete São Paulo, em 1841 e a antiga Iconografia Paulista. Para a sala Antiga Iconografia Paulista, Taunay encomendou telas a óleo de pintores como Benedito Calixto de Jesus. Taunay forneceu como modelo para as telas, fotografias de Militão Augusto de Azevedo, que registram aspectos da cidade em 1862 e em 1887. Calixto trabalhou especialmente na reprodução em pinturas, dessas fotografias de Militão . As imagens no acervo do Museu Paulista, que compõem a Coleção Benedito Calixto de Jesus (CBCJ), retratam paisagens urbanas da cidade de São Paulo, da Baixada Santista e de cidades do interior do estado de São Paulo. Dentre os quadros de destaque na coleção do museu estão Inundação da Várzea do Carmo, 1892, em que Calixto registra o limite industrial de  da cidade de São Paulo, destacando edificações associadas à indústria do café. Esse quadro, assim como outros do pintor, é considerado um "verdadeiro documento de época".

### Arte Sacra
Vindo de uma família de católicos, Calixto acompanhava as atividades da igreja de Itanhaém desde criança. Teria feito, na adolescência, o primeiro presépio da cidade, em madeira. Mesmo depois de adulto, era o responsável pela decoração da cidade durante as encenações da Semana Santa. Nessa época, o artista criou seus estreitos laços de amizade com senhores da igreja, o que posteriormente ajudaria em sua indicação para diversas obras. Pode-se afirmar que em sua formação, o gosto pela pesquisa, pintura e a importância de sua religiosidade se fundiram. Calixto se tornou um pintor católico que pesquisa. Suas primeiras pinturas religiosas são encomendas feitas por irmandades da cidade de Santos. Calixto passa por um importante ciclo de estudo e pinturas sobre a vida do padre jesuíta José de Anchieta. Após esse ciclo, o artista vislumbra um novo mercado para seu trabalho: a decoração de igrejas, principalmente no interior e na capital paulista. A partir da década de 1900, o artista trabalharia arduamente para a igreja católica. Além de telas, realiza também a decoração interna de igrejas, como a de Santa Cecília, de Santa Ifigênia e da Consolação, em São Paulo. No interior do estado, realiza trabalhos em São Carlos, Bocaina, Catanduva e Ribeirão Preto.

### Em Bocaina
Uma casualidade trouxe as telas de Calixto para Bocaina, município do centro do estado de São Paulo, que tinha em 2015, quase doze mil habitantes. A história registra que ele deveria pintar os seus quadros na igreja matriz de Jaú. Não houve acordo quanto ao preço e ele abandonou o projeto. Em Bocaina, na época, estava o padre José Maria Alberto Soares, que tinha interesse em ter as telas do pintor em sua igreja, a Matriz de São João Batista, e começou a escrever a Calixto, expressando essa vontade. Conseguiu sensibilizar o artista, que veio a Bocaina e pintou as telas por um preço bem menor daquele que pedira em Jaú. Em 10 de dezembro de 1923 começava seu último grande trabalho, a pintura das telas Salomé recebe a cabeça de João Batista e Transfiguração para a matriz de Bocaina. As obras podem ser consideradas o melhor da arte sacra pintada por Calixto, que por ter nascido e vivido em cidades litorâneas, pintou muitas marinhas. O próprio pintor considerava as obras como os seus melhores trabalhos sacros. Dominado pela ideia da morte próxima, dizia que nessa igreja seria o lugar onde se perpetuaria a sua derradeira arte.

## Homenagens a Benedito Calixto
- Há uma exposição permanente na cidade paulista de São Carlos, chamada Benedito Calixto na Terra do Pinhal, com amplo panorama da vida e obra do célebre pintor brasileiro e trabalhos originais realizados por ele para o antigo Palácio Episcopal de São Carlos. Os trabalhos pertencem ao acervo da municipalidade são-carlense, com oito afrescos que estão na exposição. A exposição é no Museu da "Estação Cultura" na Estação de São Carlos.[23]

- A Fundação Pinacoteca Benedito Calixto, entidade sem fins lucrativos, localizada em um antigo casarão em estilo eclético e interior em Art Noveau à Avenida Bartolomeu de Gusmão, 15, Boqueirão, Santos, São Paulo, tem uma exposição permanente de obras de Calixto. Seu acervo é de cerca de sessenta obras do pintor - marinhas, paisagens, retratos e nus [desenhados na Academia Julian, Paris]. A Pinacoteca conta também com uma biblioteca, com acervo de livros de arte, e um Centro de Documentação sobre Calixto e sua obra.[24]

- Foi homenageado na cidade de São Paulo com a Praça Benedito Calixto.[25]

## Galeria de pinturas
Com Os Falquejadores, Benedito Calixto recebe medalha de ouro na Exposição Internacional de Saint Louis.

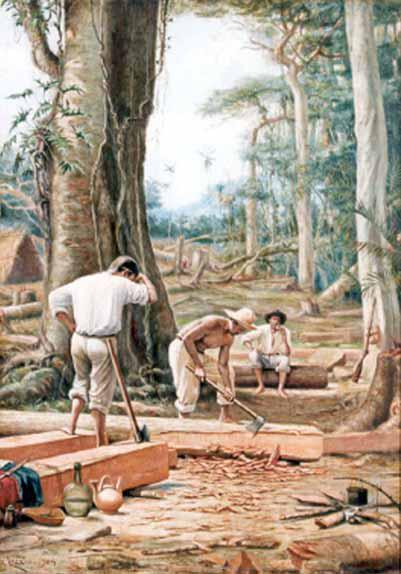
Os Falquejadores, 1905
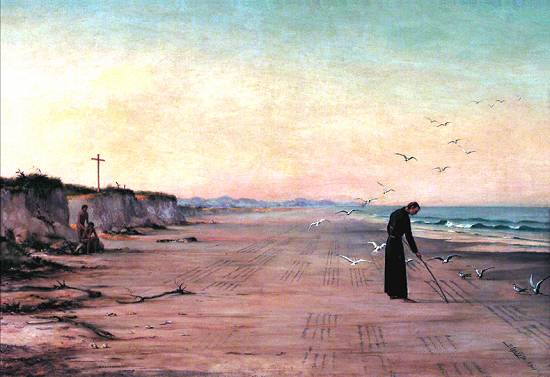
Poema à Virgem Maria, 1901
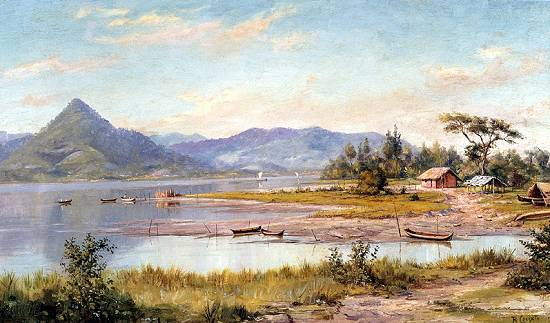
Praia do Itararé, s/d - óleo sobre tela, 37 x 75 cm - acervo da Pinacoteca do Estado de São Paulo
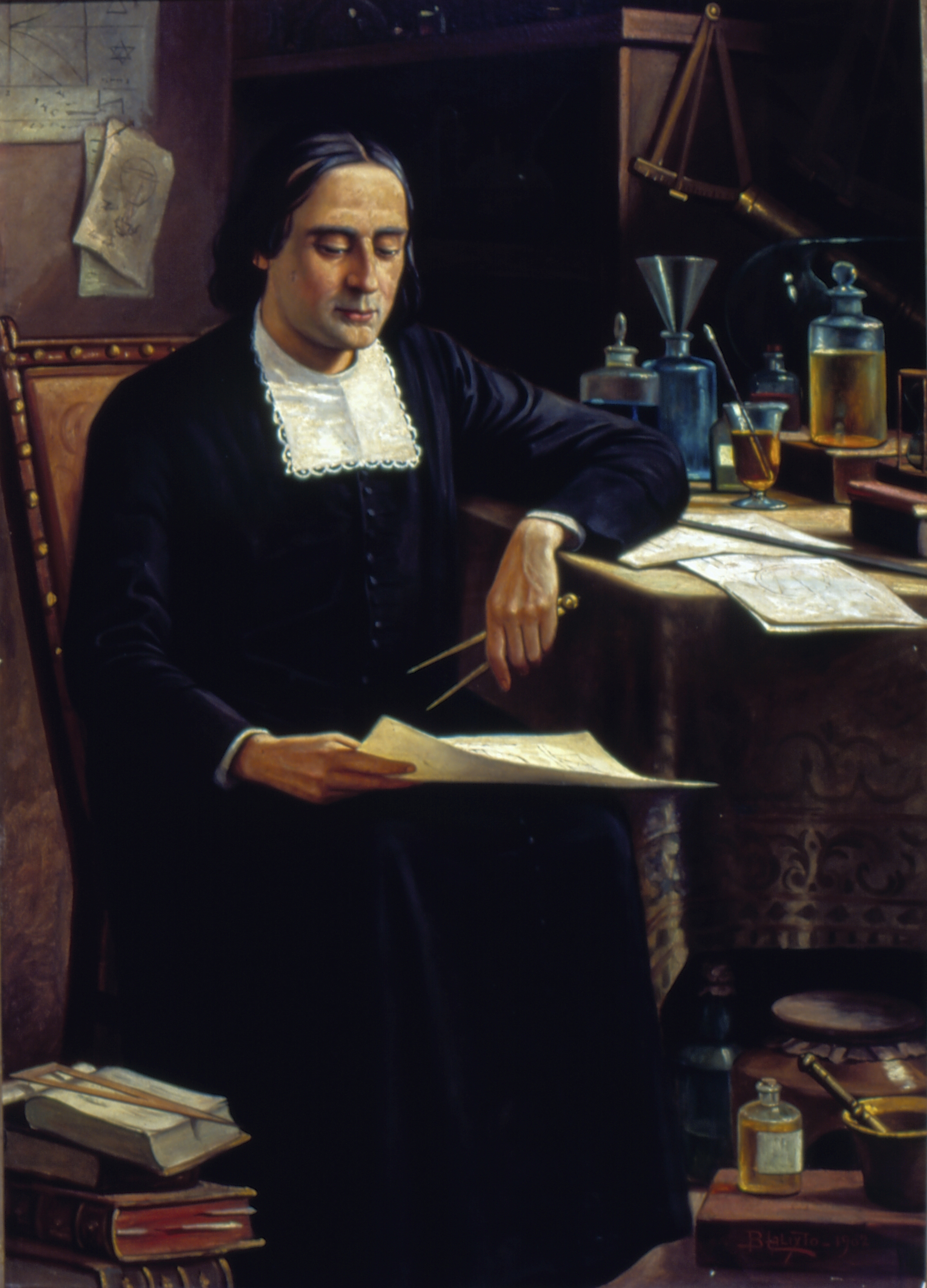
Bartolomeu Lourenço de Gusmão
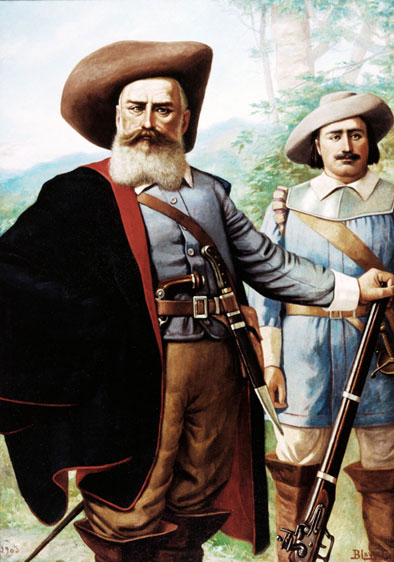
Domingos Jorge Velho
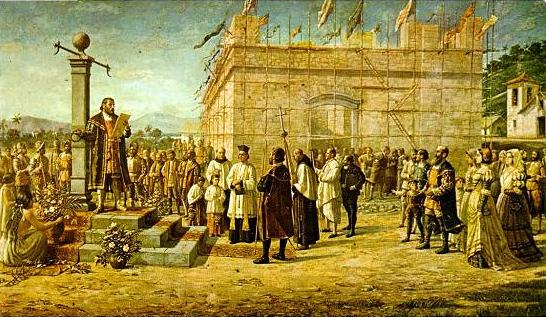
Fundação de Santos
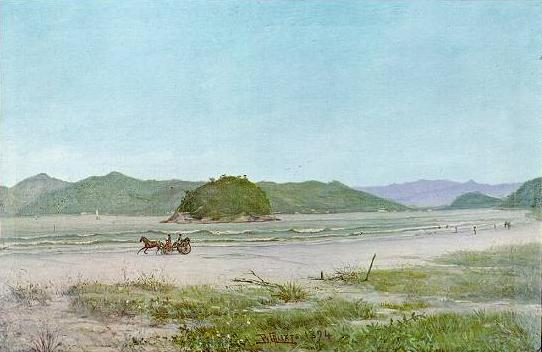
Ilha de Urubuqueçaba
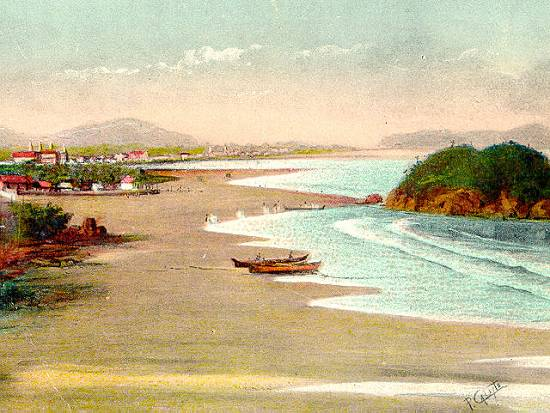
José Menino e Ilha Urubuqueçaba
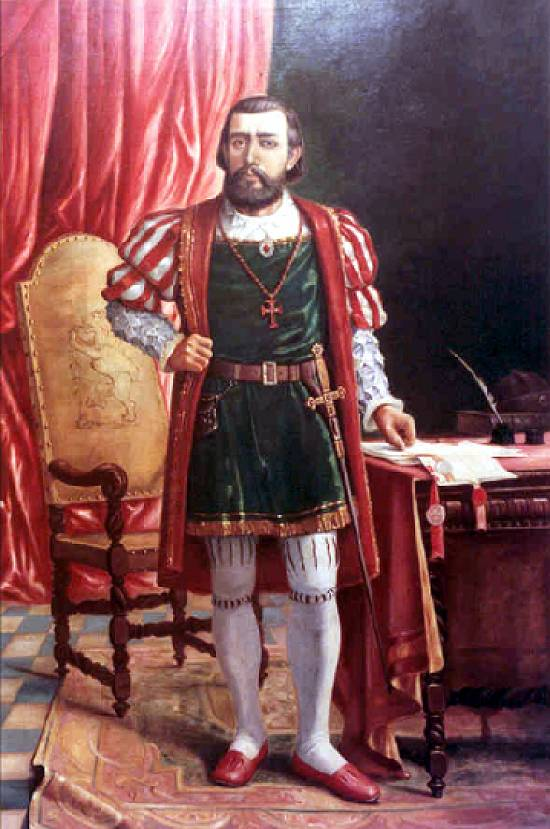
Martim Afonso de Sousa
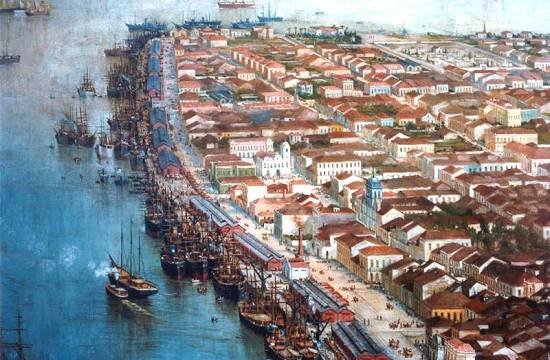
Santos em 1910
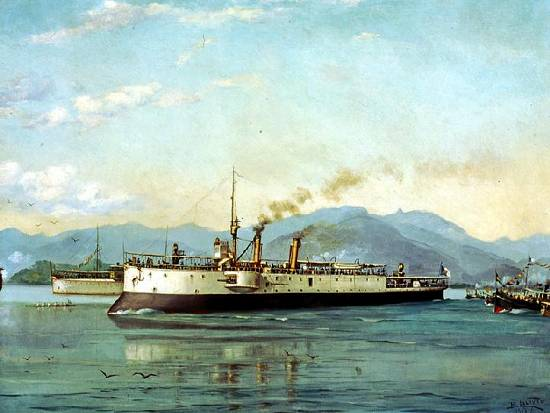
Barco no Porto de Santos
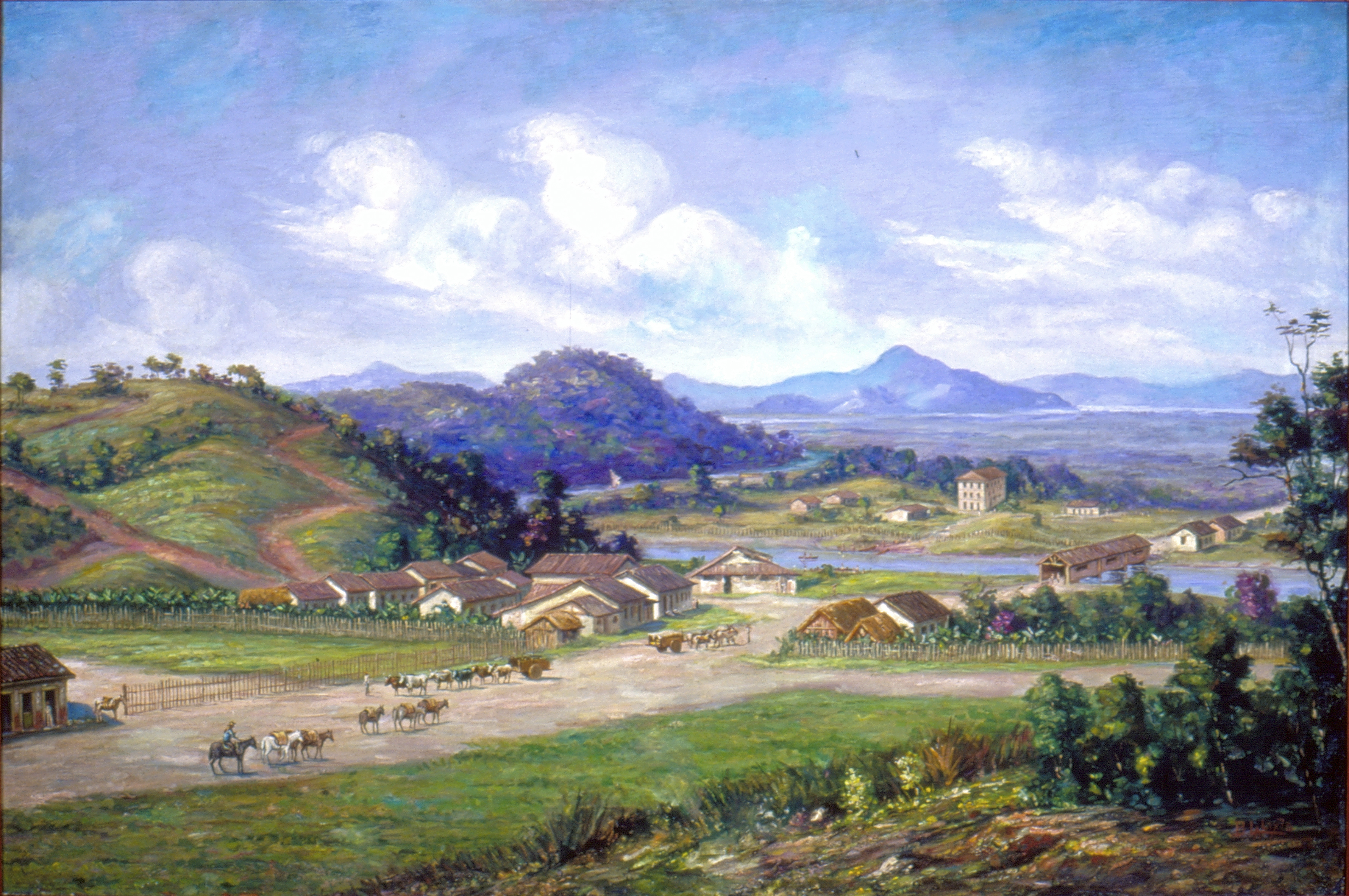
Cubatão
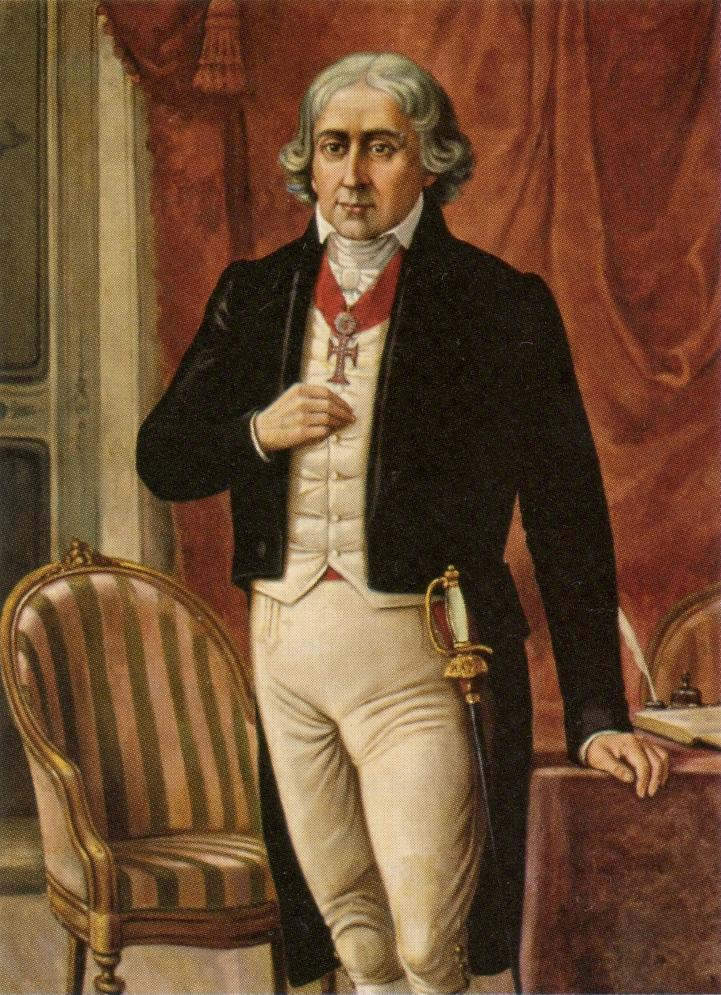
José Bonifácio
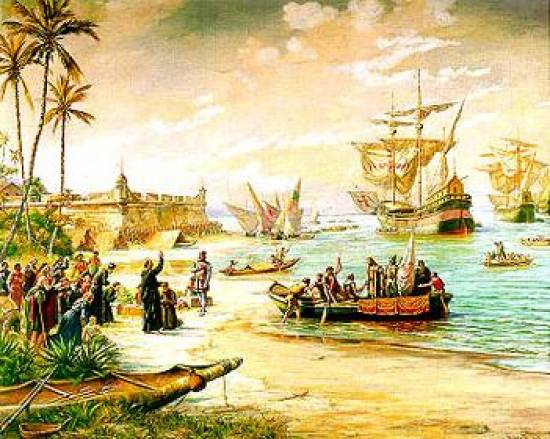
Partida de Estácio de Sá
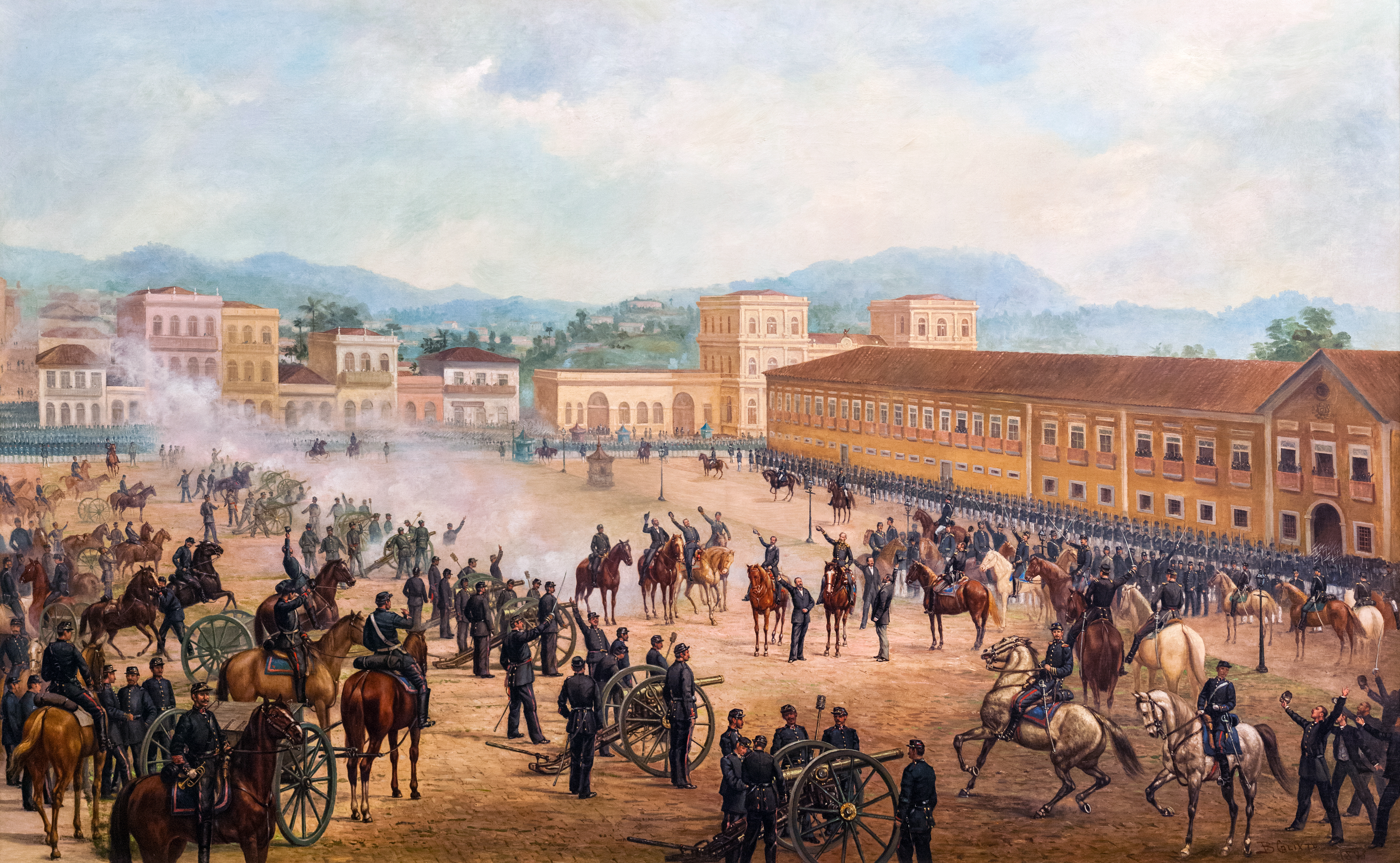
Proclamação da República
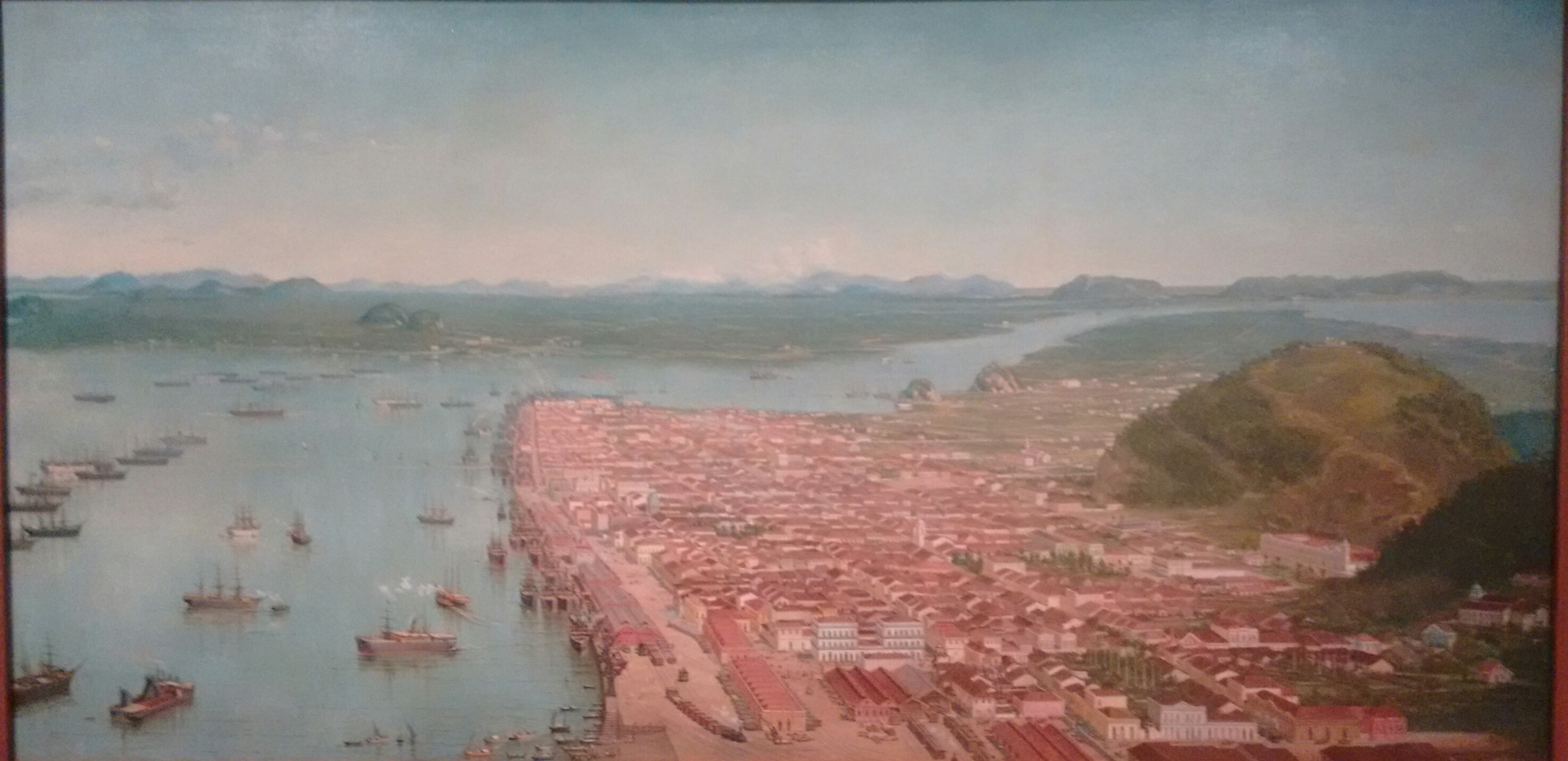
Vista panorâmica da cidade de Santos-SP, c.1898
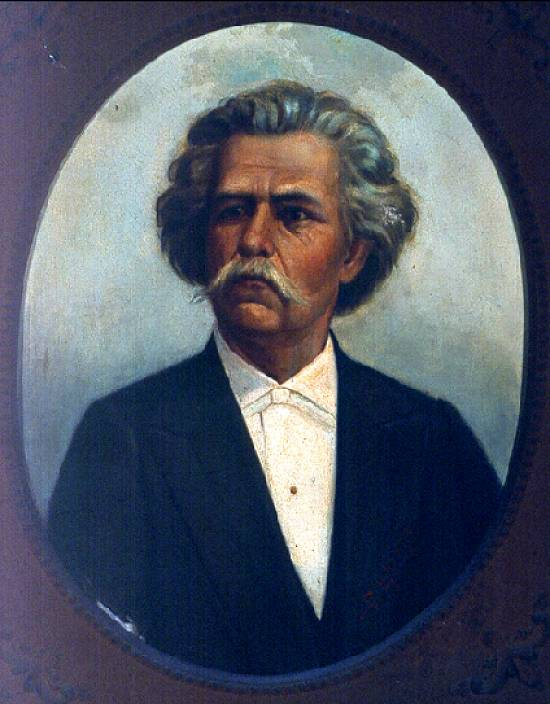
Retrato de Carlos Gomes